# ジャンプデジタルマンガ
ジャンプデジタルマンガは、集英社がかつて『週刊少年ジャンプ』公式サイト内に開いていたコンテンツの一つ。JWCP!というコンテストで賞を受賞した作品のうち、特に優秀な作品が連載としてストーリーが更新されていた（それぞれ約1か月に1回）。
2007年でサイトがリニューアルされる予定とアナウンスされたが、リニューアルは行われず、2009年6月1日の『週刊少年ジャンプ』公式サイト変更に合わせて閉鎖された。

## 主な作品
- マルラボライフ
- 空からフラ太郎
- ストレートガール
- 国際妖怪警察おけい

※上記の漫画は2007年1月の時点ですべて更新を終了している。